# Angola (Indiana)
Angola – miasto w Stanach Zjednoczonych, w stanie Indiana, w hrabstwie Steuben.